# Dorfkirche Zaue

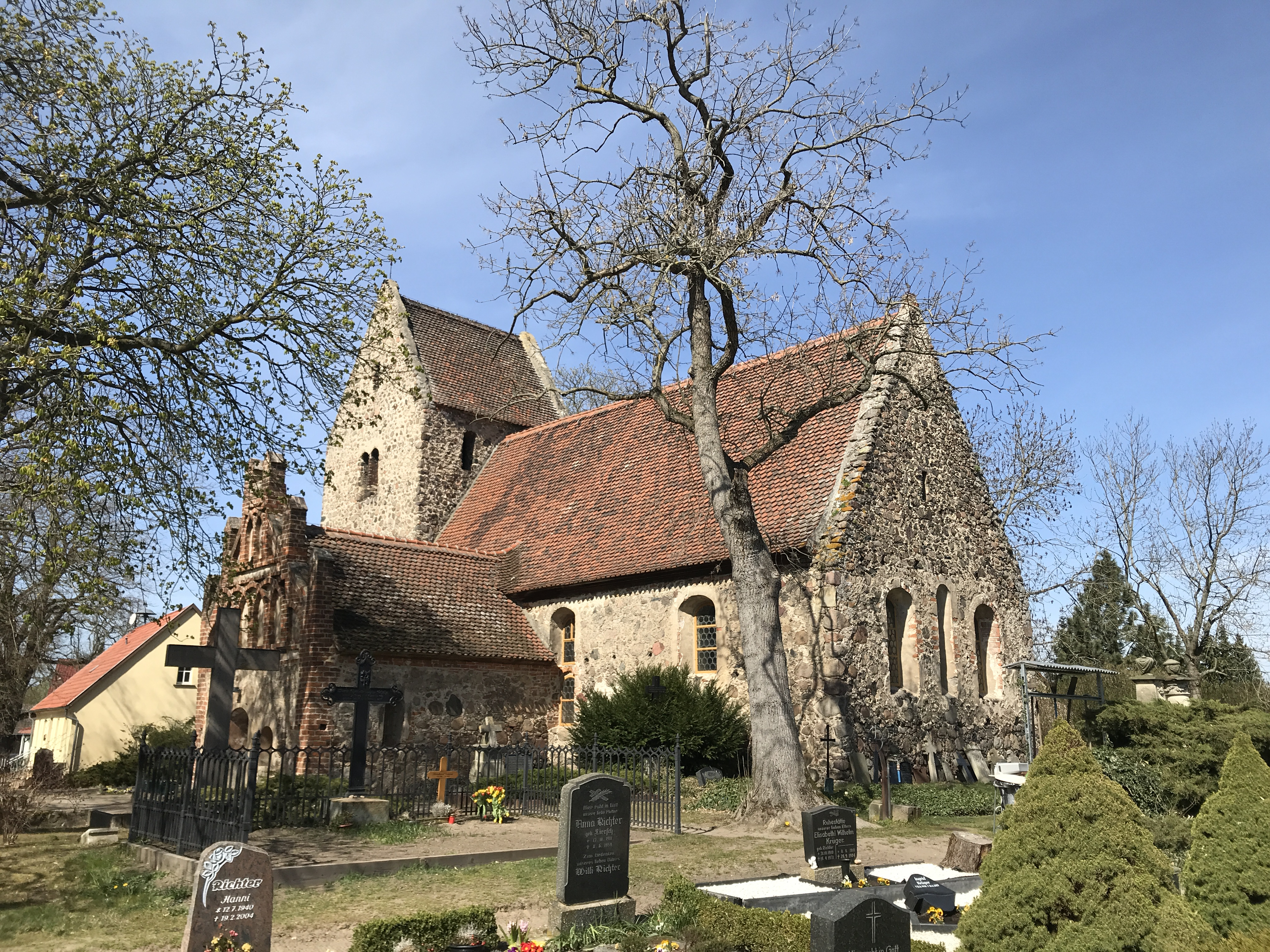
Dorfkirche Zaue

Die evangelische Dorfkirche Zaue ist eine spätromanische Feldsteinkirche aus der zweiten Hälfte des 14. Jahrhunderts in Zaue, einem bewohnten Gemeindeteil von Ressen-Zaue, einem Ortsteil der Gemeinde Schwielochsee im Landkreis Dahme-Spreewald in Brandenburg. Die Kirchengemeinde gehört zum Pfarrsprengel Groß Leuthen-Zaue im Kirchenkreis Niederlausitz der Evangelischen Kirche Berlin-Brandenburg-schlesische Oberlausitz.

## Lage
Die Zauer Dorfstraße verläuft als zentrale Verbindungsachse von Nordosten kommend und südwestlicher Richtung durch den Ort, parallel zum Schwielochsee. Im Ortskern zweigt eine kurze Verbindungsstraße nach Osten in Richtung See ab. Dort steht die Kirche auf einem leicht erhöhten Grundstück mit einem Kirchfriedhof, der mit einer Mauer aus unbehauenen und nicht lagig geschichteten Feldsteinen eingefriedet ist.

## Geschichte
Aus dendrochronologischen Untersuchung ist bekannt, dass es aus der Zeit um 1225 einen hölzernen Vorgängerbau gab, von dem Material übernommen wurde. Der Sakralbau wurde wohl in der zweiten Hälfte des 13. Jahrhunderts errichtet. Erstmals urkundlich erwähnt wurde die Kirche in einem Matrikel des Bistums Meißen aus dem Jahr 1341. Möglicherweise gehörte sie damit wie auch die Dorfkirche Leibchel zum Kloster Dobrilugk. Aus weiteren dendrochronologischen Untersuchung ist bekannt, dass der Westturm nach 1399 angebaut wurde. In einem Kirchenführer wird jedoch darauf hingewiesen, dass auf Grund der gotischen Verzierung einer der Glocken es auch möglich ist, dass sie um 1350 gegossen wurde. Da der Turm später errichtet wurde, wäre es auch möglich, dass die Kirche zwischen 1250 und 1280 errichtet wurde. Allerdings sprechen die größtenteils unbehauenen Feldsteine für ein späteres Baudatum. Die dicken Mauern sprechen dafür, dass die Kirche als Wehrkirche erbaut wurde. Sie war der Maria geweiht.
Anfang des 16. Jahrhunderts kam eine Südvorhalle hinzu, die 1920 zu einer Gedenkstätte für die Gefallenen aus dem Ersten Weltkrieg umgestaltet wurde. Um 1736 erfolgten auf Initiative derer von der Schulenburg umfangreiche Umbauarbeiten, darunter der Einbau eine Empore, die 1937 wieder verkürzt wurde. Im gleichen Jahr begannen weitere Restaurierungsarbeiten durch Johannes Ehrich, die 1939 vorläufig abgeschlossen wurden. Dabei konnten zahlreiche mittelalterliche Wandmalereien freigelegt werden, die 1987 und 1996 konserviert wurden.

## Architektur

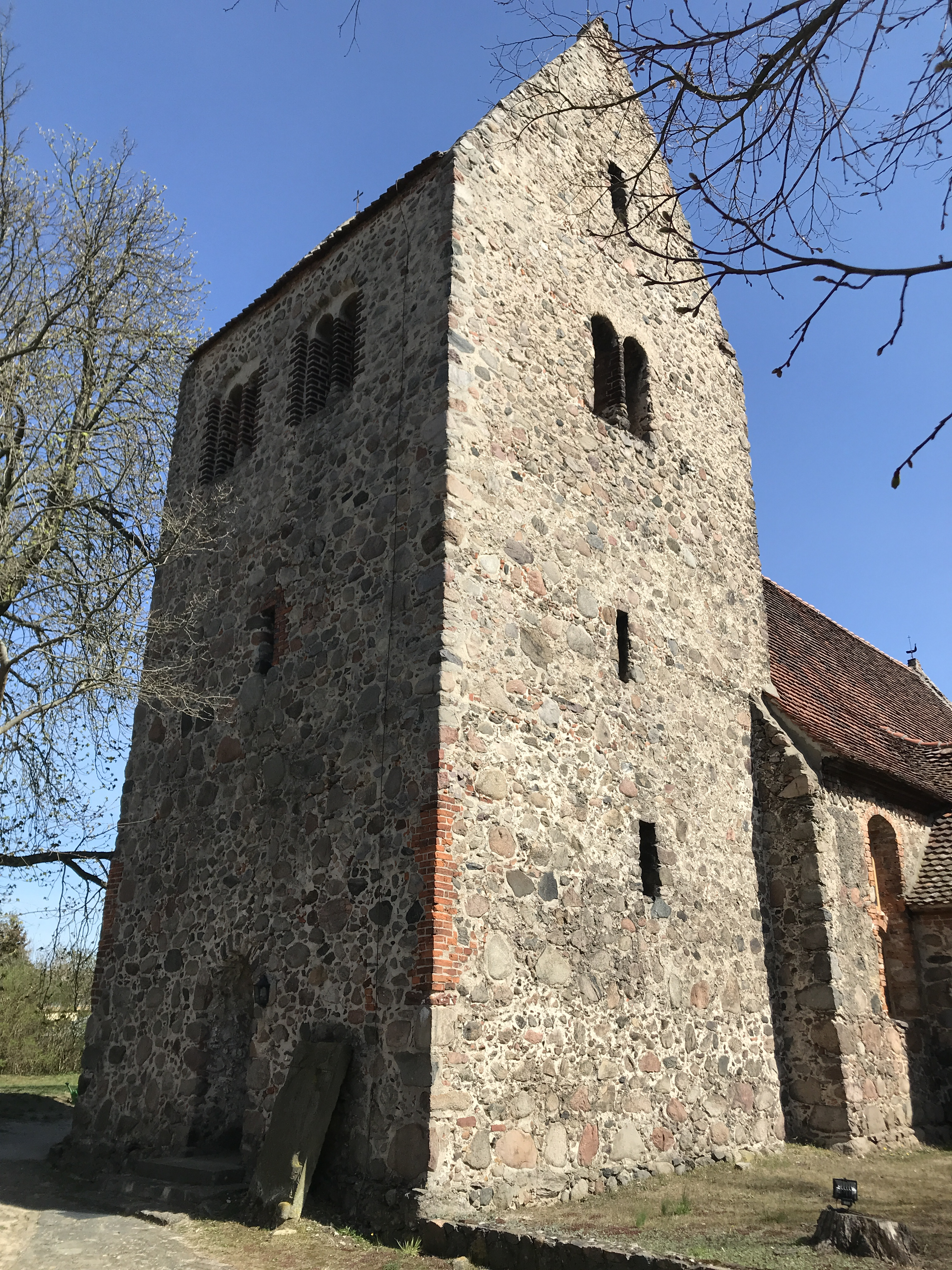
Ansicht von Westen

Das Bauwerk entstand im Wesentlichen aus Feldsteinen, die bis auf wenige Ecksteine nur wenig behauen und nicht lagig geschichtet wurden. Der Chor ist gerade und nicht eingezogen. An der Ostwand ist eine Dreifenstergruppe, von denen die beiden äußeren Fenster jedoch segmentbogenförmig vergrößert sind; das mittlere dürfte aus der Bauzeit stammen. Im Giebel ist eine kleine, hochrechteckige und leicht nach Süden ausmittige Öffnung. Er wurde aus deutlich kleineren und unbehauenen Steinen errichtet.
Das Kirchenschiff hat einen rechteckigen Grundriss. An der Nordwand ist im östlichen Bereich ein großes, gedrückt-segmentbogenförmiges Fenster. Es folgt ein im Westen ein deutlich kleineres und tiefer gesetztes Fenster sowie ganz im Westen wiederum ein mittelgroßes Fenster. An der Südseite ist im östlichen Bereich ebenfalls ein großes Rundbogenfenster. Westlich davon ist eine mit Feld- und Mauersteinen zugesetzte Priesterpforte. Westlich davon sind in einer segmentförmigen Öffnung zwei Fenster übereinander angeordnet. Diese Ausführung findet sich auch in einem Fenster im westlichen Bereich. Dazwischen ist eine große und im Grundriss ebenfalls rechteckige Vorhalle. Sie kann durch ein Portal von Süden her betreten werden. Östlich davon ist ein kleines Rundbogenfenster; ebenso an der Ostseite der Vorhalle. Der südliche Giebel ist zweigeschossig und mit reichhaltigen Blenden aus sich überkreuzenden Rundbögen verziert. Oberhalb sind jeweils Fialen.
Am Übergang zum querrechteckigen Kirchturm sind am Schiff zwei schlichte Strebepfeiler. Der Turm kann durch ein schlichtes Portal von Westen her betreten werden. Seitlich sind kleine und hochrechteckige Öffnungen. Im Glockengeschoss sind im Norden und Süden je eine, im Osten und Westen je zwei gekuppelte Klangarkaden. Oberhalb erhebt sich das quergestellte Satteldach, an dessen Nord- und Südseite je ein Kreuz sitzt.

## Ausstattung

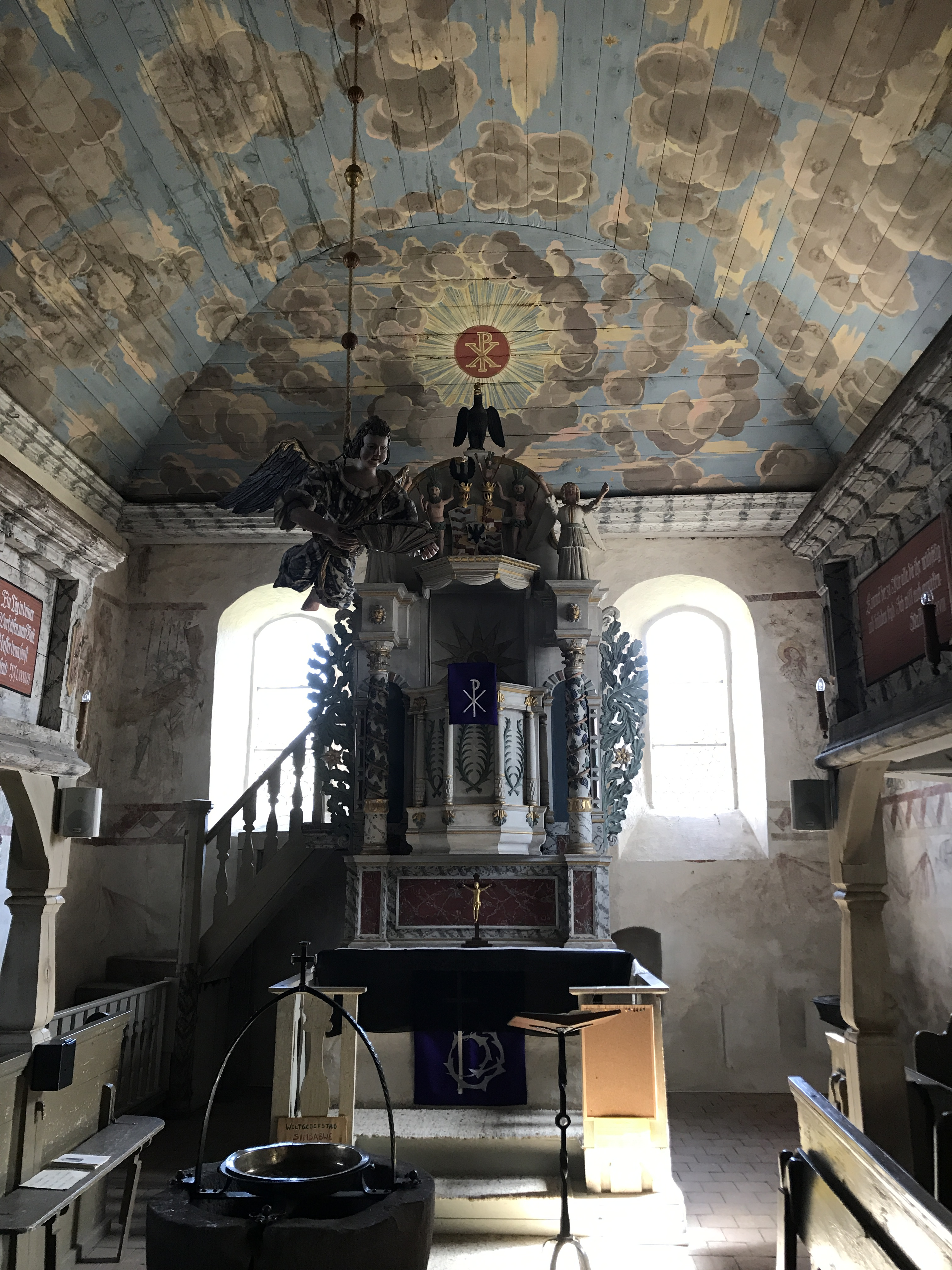
Altar

Der Kanzelaltar aus dem Jahr 1736 ruht auf einer gemauerten, gotischen Mensa. Darauf steht ein polygonaler Kanzelkorb zwischen Weinlaubsäulen, die seitlich mit Akanthus verziert wurden. Darüber ist ein Schalldeckel mit dem Wappen derer von Schulenburg; seitlich zwei Engelsfiguren, darüber der kursächsische Adler. Der Kanzelaltar wurde von einem Lieberoser Tischler für 34 Taler angefertigt. Zur weiteren Kirchenausstattung zählt eine runde Fünte aus Elbsandstein, die im 15. Jahrhundert entstand. Eine aus Lindenholz geschnitzte „schöne“ Madonna stammt vermutlich aus der Zeit um 1420 und wurde 1970/1971 restauriert. Eine Taufschale aus Messing wurde 1670 in Nürnberg hergestellt. Sie kam in die Kirche, nachdem bei der Taufe nicht mehr der gesamte Täufling untergetaucht wurde, sondern lediglich der Kopf benetzt wurde. Das Stück ist ein Geschenk der damaligen Pfarrfrau von Stein an die Kirchengemeinde.
Sämtliche Wände sind mit einem Wandmalereizyklus verziert, der um 1420/1430 entstand. Im westlichen Bereich sind Szenen aus dem Alten Testament zu sehen, darunter die Schöpfungsgeschichte, Adam und Eva, die Opferung Isaaks sowie der Brennende Dornbusch. Im Osten sind Szenen aus der Kindheits- und Leidensgeschichte von Jesus Christus abgebildet, darunter die Geburt und die Passion: Jesus vor Pilatus, Geißelung, Dornenkrönigung, Kreuztragung. Die Szenen werden von Paulus von Tarsus und Simon Petrus beiderseits des mittleren Ostfenstern begleitet. Die Szenen aus dem Neuen Testament wurden unter böhmischem Einfluss gestaltet. Sie sind ein Indiz für die Zeit, als die Niederlausitz zum Königreich Böhmen gehörte. In der Mitte der Nordwand befindet sich eine weitere Szene, die den Landgrafen Ludwig als Kreuzfahrer sowie die Heilige Elisabeth zeigt. Im westlichen Teil des Langhauses unterhalb der Empore sind weitere Wandmalereien aus der Zeit um 1500 zu sehen, darunter eine sogenannte Butterhexe und zwei sich anschleichende Teufel. Der Innenraum ist mit einer segmentbogenförmigen Tonne von 1736 ausgestaltet, die mit einem Wolkenhimmel verziert ist. Die marmoriert bemalte Hufeisenempore aus der Zeit um 1730 steht auf Balusterpfosten und wurde 1937 verkürzt.

### Taufengel

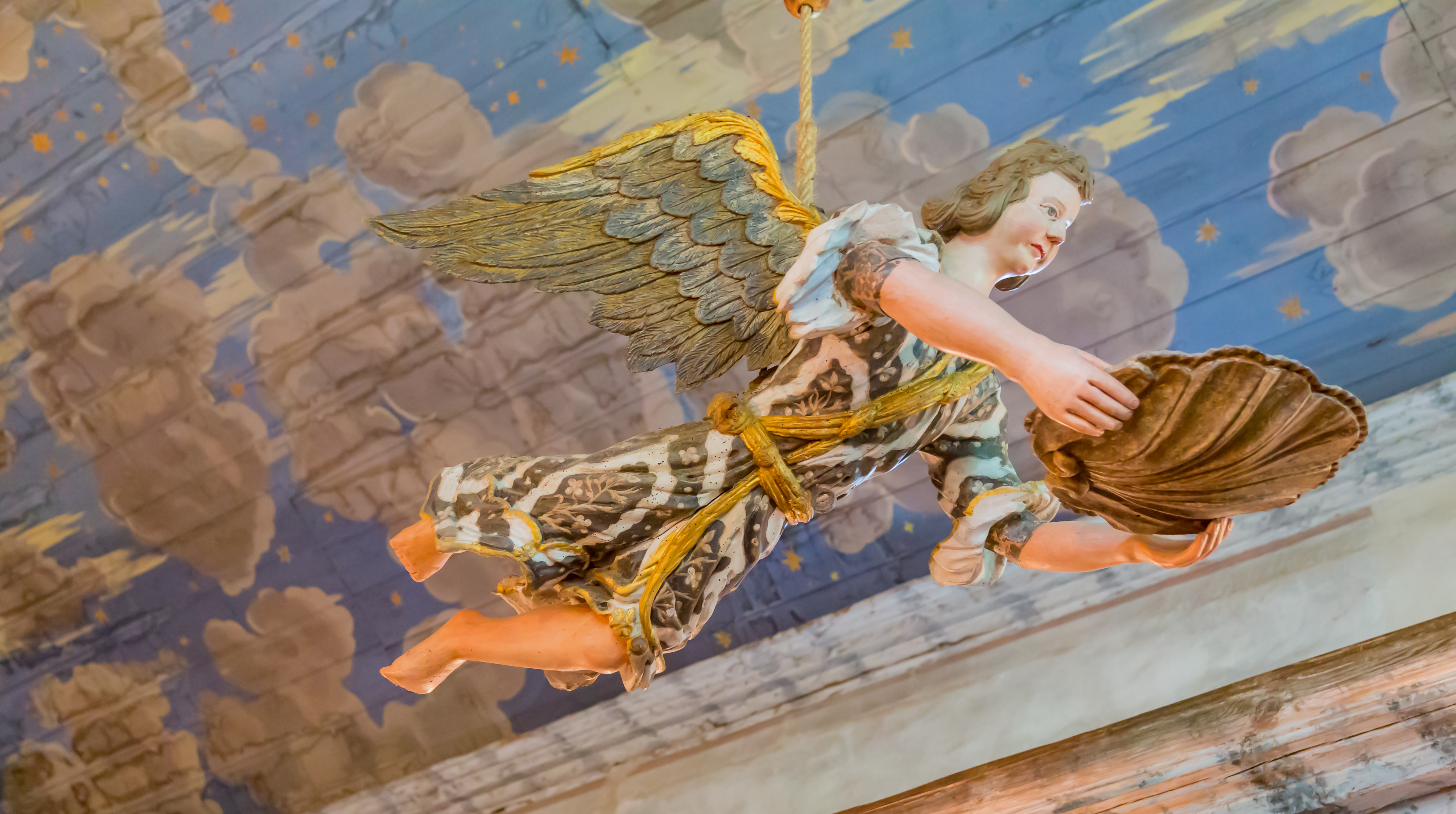
Taufengel von Tobias Mathias Beyermann

Eine Besonderheit stellt ein Taufengel dar, den Tobias Mathias Beyermann im Jahr 1720 schuf. Das 1,31 m große Werk wurde 2012/2013 restauriert und besitzt die originale Farbfassung. Er geht auf eine Stiftung der Familie von der Schulenburg zurück, die im 18. Jahrhundert das Kirchenpatronat innehatte und eine barocke Umgestaltung des Innenraums veranlasste. Der Taufengel war über eine längere Zeit ausgelagert und kam erst um 1900 in die Kirche zurück. Das originale Rollensystem auf dem Dachboden ist vorhanden und funktionstüchtig. Das Brandenburgische Landesamt für Denkmalpflege und Archäologische Landesmuseum (BLDAM) würdigt den „Ausdruck des Gesichtes und die gekringelten Locken“, die dem Engel ein „kindliches Gepräge“ verschaffe. Bemerkenswert sei weiterhin die originale Bemalung bestehend aus einem mit Blüten verzierten Gewand sowie die mattvergoldeten Flügel. Bei der Restauration wurden die Farbfassung gefestigt, fehlende Finger und Zehen ergänzt und die Flügel stabilisiert – Folge eines Sturzes zu einer früheren Zeit. Das BLDAM weist auf eine „große Überraschung“ hin, die bei den Arbeiten zum Vorschein kam: Im ausgehöhlten Korpus fand sich ein Dokument, das Auskunft über die Urheberschaft und die Entstehungszeit gibt. Darin werden der Meister Tobias Mathias Beyermann aus Lübben, sein Sohn und ein Geselle als Hersteller des Taufengels im Jahr 1720 genannt. Angefügt ist ein kurzer Bericht über die Auswirkungen einer Missernte in jenem Jahr für Mensch und Vieh.

### Weitere Ausstattung
Vor dem Chor stehen im Außenbereich zwei Urnengrabmäler für J. D. E. Schmidt, der 1818 verstarb, sowie für H. W. Schmidt, der 1837 verstarb. Im Pfarrgarten stehen weiterhin drei barocke Sandsteinputten aus dem 18. Jahrhundert, die vermutlich aus dem Schlosspark in Lieberose stammen. Südlich des Bauwerks erinnert ein Kreuz an die Gefallenen aus dem Zweiten Weltkrieg.

## Orgel
Die Orgel stammt von der Firma Sauer, die das Instrument im Jahr 1986 errichtete. Sie verwendete dabei Teile des Vorgängerinstrumentes der Mitteldeutschen Orgelbau A. Voigt von 1908, das mittlerweile unbrauchbar geworden war. Sauers Opus 2196 besitzt ein Manual und neun Register. Es wurde 2005 von Markus Roth restauriert und vergrößert.

## Glocken
Im Turm hängt eine kleine Glocke aus Bronze, die dreifach mit der Anrufung Marie hilf verziert ist. Sie wurde vermutlich um 1350 gegossen. Ergänzt wird sie von einer größeren Glocke, die 1619 in Lothringen gegossen wurde.